# جيم مونتغومري (لاعب هوكي الجليد)
جيم مونتغومري (بالفرنسية: Jim Montgomery)‏ (و. 1969  م) هو لاعب هوكي الجليد كندي، ولد في مونتريال، مركز لعبه هو وسط ‏.

## التعليم
تعلم في يونفيرسيتي اوف مين.

## روابط خارجية
- جيم مونتغومري على موقع دوري الهوكي الوطني (الإنجليزية)
- جيم مونتغومري على موقع قاعة مشاهير الهوكي (لاعب أن.إتش.أل) (الإنجليزية)
- جيم مونتغومري على موقع EliteProspects.com (الإنجليزية)
- جيم مونتغومري على موقع HockeyDB.com (الإنجليزية)
- جيم مونتغومري على موقع Hockey-Reference.com (الإنجليزية)